# Exenterus chinensis
Exenterus chinensis là một loài tò vò trong họ Ichneumonidae.